# Alberto Rodríguez (football, 1984)
Pour les articles homonymes, voir Alberto Rodríguez.
Alberto Junior Rodríguez Valdelomar est un footballeur international péruvien, né le 31 mars 1984 à Lima (Pérou).

## Carrière

### En club
Surnommé au Pérou El Mudo (« le muet »), Alberto Rodríguez est formé au Sporting Cristal et y fait ses débuts en 1re division en 2002. Il devient champion du Pérou cette même année et s'octroie un deuxième sacre en 2005.
Parti au Portugal, il a l'occasion de jouer pour le SC Braga entre 2007 et 2011 (vice-champion du Portugal en 2009-2010) avant d'ètre recruté par le Sporting Portugal. Plusieurs blessures chroniques l'accablent au point de ne jouer que 13 matchs officiels lors de la saison 2011-2012, contre 38 la saison précédente avec le SC Braga. À l'été 2012, alors que tout était bouclé concernant un départ au Deportivo La Corogne, le club espagnol l'écarte à la suite de la visite médicale. Le 24 juillet 2012, le conseil d'administration du Sporting annonce avoir trouvé un accord avec lui pour la résiliation de son contrat. Il s'engage alors pour une saison avec Rio Ave.
De retour au Pérou, il joue à nouveau pour le Sporting Cristal entre 2015 et 2016. Il devient vice-champion du Pérou avec le FBC Melgar en 2016. En 2017, il signe à l'Universitario de Deportes et y reste jusqu'en 2019 (avec une pige en 2018 à l'Atlético Junior de Colombie). En 2020, il rejoint l'Alianza Lima avec de pauvres résultats à la clé puisque son club se retrouve relégué en fin de saison.
Alberto Rodríguez est l'un des rares joueurs à avoir évolué au sein des trois clubs les plus titrés du Pérou, le Sporting Cristal, l'Universitario de Deportes et l'Alianza Lima.

### En sélection
International péruvien de 2003 à 2018, Alberto Rodríguez compte 76 sélections. Convoqué pour la première fois le 2 avril 2003 lors d'une victoire 3-0 en match amical face au Chili, il prend part notamment à trois Copa América en 2007, 2011 (troisième) et 2016.
Pilier de la défense péruvienne lors des qualifications à la Coupe du monde 2018, il participe au Mondial 2018 en Russie en tant que capitaine de l'équipe du Pérou et y dispute deux matchs contre le Danemark (défaite 0-1) et la France (défaite 0-1, il ne joue que la première mi-temps en raison d'une blessure à la cuisse droite). Ce match contre "les Bleus" sera sa dernière rencontre en équipe nationale.

## Palmarès

### En club

#### Au Pérou
| Sporting Cristal - Championnat du Pérou (3) : - Champion : 2002, 2005 et 2016. - Vice-champion : 2003, 2004 et 2015. |  | FBC Melgar - Championnat du Pérou : - Vice-champion : 2016. |

#### Au Portugal
| Sporting Braga - Coupe Intertoto (1) : - Vainqueur : 2008. - Championnat du Portugal : - Vice-champion : 2009-10. - Ligue Europa : - Finaliste : 2010-11. |  | Sporting Portugal - Coupe du Portugal : - Finaliste : 2011-12. |  | Rio Ave - Coupe du Portugal : - Finaliste : 2013-14. - Coupe de la Ligue portugaise : - Finaliste : 2013-14. |

### En équipe nationale
| Pérou - Copa América : - Troisième : 2011. |  | Pérou -17 ans - Jeux bolivariens (1) : - Vainqueur : 2001. |

## Statistiques
- 1er match en Coupe UEFA : Sporting Braga - Tottenham Hotspur (2-3) le 8 mars 2007.
- 1er match en Championnat du Portugal : União Leiria - Sporting Braga (1-0) le 18 février 2007.
- 1er match en Coupe de la Ligue portugaise : Sporting Braga - Leixões SC (4-0) le 17 août 2008.
- 1er but en Championnat du Portugal : Sporting Braga - Estrela da Amadora (2-1) le 1er septembre 2007.